# Gao Chang
Gao Chang (chiń. 高暢; ur. 29 stycznia 1987 w Jinan) – chińska pływaczka specjalizująca się w stylu grzbietowym, srebrna i brązowa medalistka mistrzostw świata.
Największym jej sukcesem jest srebrny medal mistrzostw świata w Montrealu w 2005 i brązowy medal mistrzostw świata w Rzymie w 2009 roku na dystansie 50 m stylem grzbietowym. Wywalczyła również srebrny medal mistrzostw świata w Szanghaju w 2011 roku, w konkurencji 4 x 100 m stylem zmiennym. W jej dorobku są medale igrzysk azjatyckich (2006, 2010) oraz uniwersjady (2011).
Uczestniczka igrzysk olimpijskich w Atenach (2004) na 100 m stylem grzbietowym (15. miejsce) oraz w Londynie (2012) w sztafecie 4 x 100 m stylem zmiennym (5. miejsce).